# 日本国旗

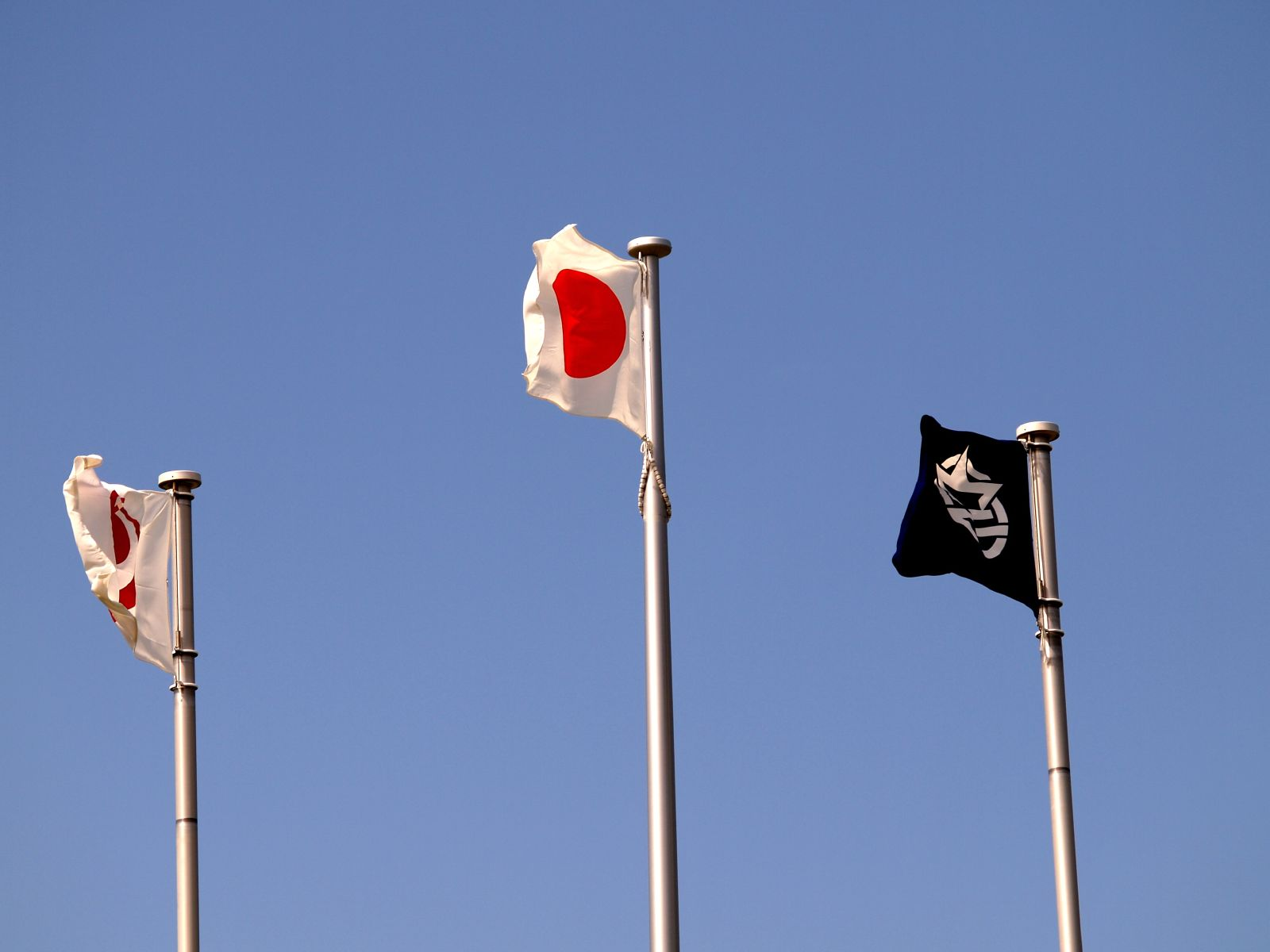
日本国旗与冲绳县旗和浦添市旗共同飘扬

天皇驾崩后至葬礼前的哀悼期间在国旗上方悬挂黑色丝带

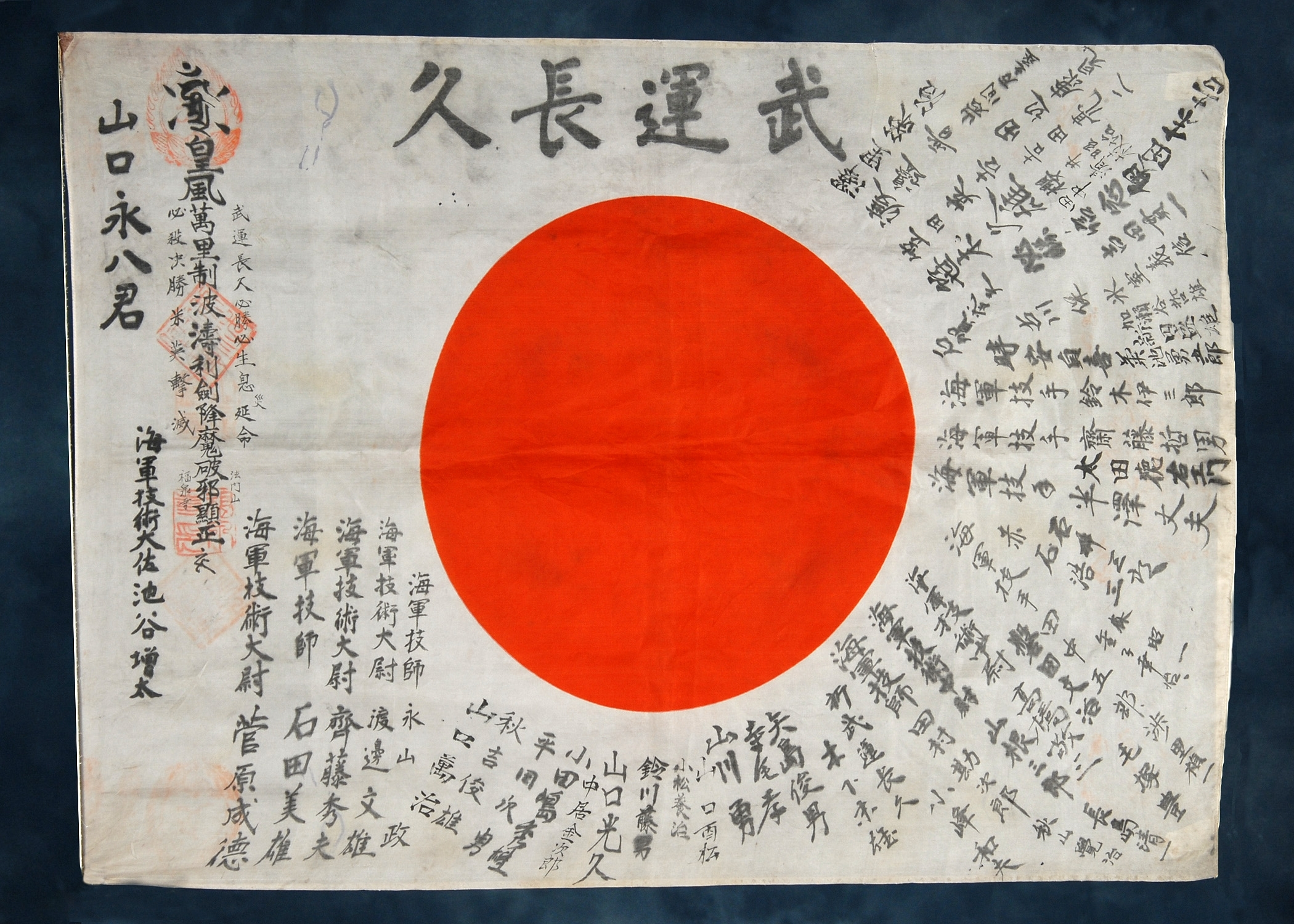
二战期间日军出征前的签名旗，写有“武运长久”字样

日本国旗为一面白色长方形旗帜，旗帜中心为一个红色圆形代表太阳。其正式名称为日章旗（日语： Nisshōki），在日本国内常以“日之丸”（日语： Hinomaru）稱之，中文地区常称之为“太陽旗”。日本國旗也是該國名號“旭日之國”的體現。
1999年8月13日，《国旗国歌法》公布施行，将“日之丸”和“君之代”分別正式定为日本的国旗及国歌，同時也調整了國旗製作的規格。儘管之前并沒有明確立法日本國旗為何，但與公衆及各類國際場合之間，日章旗就已是日本事實上的國旗。在1870年明治初期，時日本政府頒佈二項公文皆有涉及國旗設計之規範。明治三年2月27日第57号公告，日之丸正式作爲日本商船的旗幟出航；而根據同年10月第651号公文更將該旗標爲海軍軍用旗。在二戰後期，因日本的戰敗，該旗曾同帶有卐字的德國旗幟（德意志國國旗、納粹黨旗、國防軍軍旗等）受盟軍嚴格之限制，期間日本的民船、商船一律使用同盟國軍事占領日本時的代用旗；但後來該規定有所放寬。
传说日本是天照大神创造的，而日本天皇是天照大神的子孙。公元607年，日本聖德太子給中國隋煬帝的國書上，自稱是日出之國以來，日出符號成為倭國的象徵。公元701年这面旗帜就开始为文武天皇所使用，当时称作“天皇旗”。在欧洲列强前往亚洲殖民以前，日本处在江户幕府的锁国时期，贸易往来较少，国家意识淡薄，因此与中国、朝鮮同樣未有制定国旗。直到幕末时期，欧洲列强和美国的军舰前往日本列岛，强行打开了日本的国门。与其它国家进行贸易需要国旗进行识别，但是日本无旗可挂。1854年3月，《神奈川条约》签署；同年7月，江户幕府以老中阿部正弘之名发布通告，在民船、商船上使用日之丸旗。19世纪中叶开始，日章旗逐渐成为代表日本的旗帜，所有日本船只悬挂着的就是这面旗帜。1870年，日章旗正式定为日本海军旗帜，白色象征神圣、和平、纯洁及正义，红色则象征真挚、热忱、活力和博爱。

## 歷史

### 古時至中世紀
日之丸的明確起源至今仍然不詳，然自公元7世紀起，“旭日”于日本來説便有某種象徵意義（因大和列島位於遠東，在日本人心中認爲是“太陽升起之地”）至於日本官方正式認可這個説法的最早文獻，可追朔至公元607年，日本朝臣聖德太子代表天皇給與中國隋煬帝的國書上，就自稱是“日出之國”
太陽的象徵含義與日本的皇室息息相關，因在日本神話，天皇係天照大神的直系後裔；日本人所信仰的傳統宗教是神道教崇拜世間萬物，并認爲世間存在著“八百萬神”。而神道教也尊崇著太陽神，尤其在漁業及農業方面都會向上天祭祀以祈禱無風雨之災。在此傳統的基礎上，天皇的祖先——天照大神就被認爲是太陽女神。日本自彌生時代、古墳時代以來，内行花文镜很常被用作與太陽相關祭祀等。此外，也有説法稱日本三神器之一的八尺鏡也曾被用作類似的祭祀與典禮。
據稱日本初代天皇——神武天皇東征期間曾行至浪速（今大阪），而其皇兄彦五濑命與當地部落領袖长髓彦爆發激戰，隨后戰死。神武天皇因此意識到，身爲太陽之神的直系後裔的他不應面東進攻，而是在太陽光芒的庇佑下，往西方進攻。因此，神武天皇率領眾部族從纪伊半岛的東往西向大和国推進，並與长髓彦的第二次戰鬥中取得勝利，進而完全征服整個近畿地區，建立大和政府。
而首次以“太陽”這一形狀作為日本公家旗藍本的使用，被認爲是自公元645年日本開始大化改新，作爲太陽神後裔的天皇得以親政所起。据日本歷史文獻記載，第四十二代天皇文武天皇于702年的朝和儀式為迎接元旦而舉辦的慶典中，曾為裝飾準備舉行儀式的宮廷而挂起一面日像旗。傳言這就是最原始的日之丸，但并不是現代意義上的白底紅實圓。
此外，也有另一種理論認爲日之丸是受到源平合戰結果的影響；在平安時代，代表皇室及天皇本人的旗幟是锦之御旗，這同時也是日本朝廷的象徵物。該面旗幟底色是红色，旗帜上绣有金色的太阳和银色的月亮图案。而當時在事實上統治日本并以平氏為代表武家政府則使用紅旗；與之對立的另一氏族——源氏則使用白旗作爲象徵物。源氏于之後的合戰中勝出并建立幕府后，歷代征夷大將軍均稱自己是源氏的繼承者，象徵國家統一的“白地赤丸圖”便被傳承下來。關於這點，可能有點類似英國玫瑰戰爭結束後，象徵約克與蘭開斯特兩家合并后的都鐸玫瑰。在日本，紅白兩色被視爲“喜慶的傳統顔色”（如紅白歌唱賽就源自該意）。

在公元12世紀的日本著名古典悲劇作品《平家物語》曾寫道，雖有諸多來自不同氏族的武士，但他們的私人扇上都會帶有太陽的圖畫。與日本國旗有關的傳説還有是日本僧人日蓮法師所作；傳言在元日戰爭時期，日蓮法師曾將一副日之丸旗贈與當時的幕府將軍惟康亲王，並讓他帶著該面旗幟去戰鬥。最古老且可考證的一面日之丸旗現存放于山梨縣雲波寺中。這面旗幟傳言是由後冷泉天皇賜予源義光的。並在過去千年的時光裏，都被武田氏視為珍貴家寶。

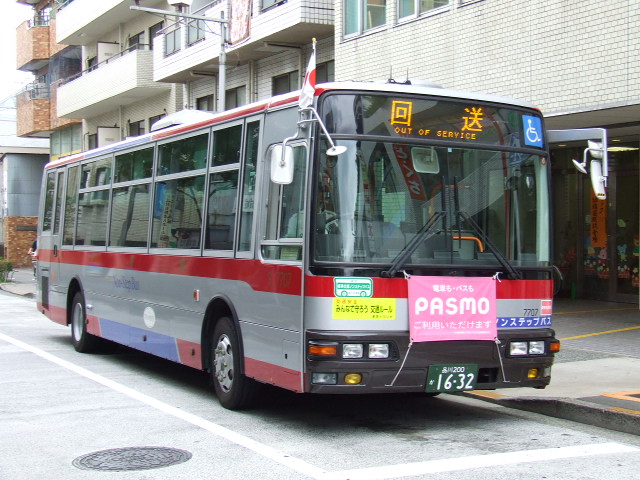
悬挂在公共汽车車頭的日本国旗

## 设计
色彩：
| 白色              | 红色                    | 色彩系统 | 资料来源                                                  | 年份 | 链接   |
| ----------------- | ----------------------- | -------- | --------------------------------------------------------- | ---- | ------ |
| N9                | 5R 4/12                 | 孟塞尔   | DSP Z 8701C                                               | 1973 |        |
| N/A               | 156                     | DIC      | ODA Symbol Mark Guidelines                                | 1995 | [ 19 ] |
| N/A               | 0-100-90-0              | CMYK     | ODA Symbol Mark Guidelines                                | 1995 | [ 19 ] |
| N/A               | 186 Coated              | 彩通     | Album des pavillons nationaux et des marques distinctives | 2000 |        |
| N/A               | 0-90-80-5               | CMYK     | Album des pavillons nationaux et des marques distinctives | 2000 |        |
| N9.4 (压克力纤维) | 5.7R 3.7/15.5 (Acrylic) | 孟塞尔   | DSP Z 8701E                                               | 2008 |        |
| N9.2 (尼龙)       | 6.2R 4/15.2 (尼龙)      | 孟塞尔   | DSP Z 8701E                                               | 2008 |        |
| N/A               | 032 Coated              | 彩通     | 2008夏季奥运会旗帜手册                                    | 2008 |        |

## 其他旗幟
- 海上自卫队旗 比例: 2:3
- 陸上自衛隊旗 比例: 8:9
- 航空自衛隊旗 比例: 8:9
- 日本海关旗
- 海上保安厅旗帜

## 歷代國旗
- 江户幕府 比例：2:3
1854年－1868年[註 5]
- 大日本帝國/日本国 比例：7:10
1870年2月27日－1999年8月12日
- 日本国 比例：2:3
1999年8月13日至今

## 类似旗帜
- 国际信号旗，代表数字“1”
- 国际信号旗，代表字母“I”
- 赛车用旗帜，表示车辆出现机械故障，车手需要立即与检修站取得联系
- 帕劳国旗
- 孟加拉国国旗
- 北马其顿国旗